# Saison 8 de Face Off
Vous venez d’apposer le modèle de débat d'admissibilité.
Avant toute chose, veuillez créer la page de débat correspondante en cliquant ici.
- Une fois la page de vote initialisée, rafraîchissez cette page, et le bandeau prendra son aspect définitif.
- Si votre débat d'admissibilité est groupé (le motif et l’argumentation doivent être les mêmes), modifiez cette page pour ajouter au modèle le paramètre « cat » suivi du nom de la page de discussion de l’article pour lequel la page de débat existe déjà (ex. : cat=Discussion:Nom_de_l'autre_article). Ensuite, suivez les nouvelles instructions qui apparaissent.
- Vous pouvez également utiliser le paramètre « type » pour faciliter l’accès aux critères d’admissibilité. Exemple : {{suppression|type=mot-clé}}. Liste des mots-clés existants : fiction, musique, art visuel, fanzine, jeu de société, porno, sportif, association, enseignement, société, site web, route, nombre, (Liste complète ici).

| 1. | Créez la page de débat d'admissibilité.                                                                      | Sauvegardez d’abord la page pour l’initialiser puis indiquez votre motivation.              |
| 2. | Important : ajoutez une entrée dans la section Débat d'admissibilité du jour.                                | Utilisez ce texte : *{{L\|Saison 8 de Face Off}}                                            |
| 3. | Pensez à informer les contributeurs principaux de la page et les projets associés lorsque cela est possible. | Utilisez ce texte : {{subst:Avertissement débat d'admissibilité\|Saison 8 de Face Off}}~~~~ |

Vous pouvez aider à l'améliorer ou bien discuter des problèmes sur sa page de discussion.
- Il n'est pas vérifiable et peut contenir des informations totalement erronées. Il est fortement conseillé aux contributeurs d'étayer son contenu par des sources fiables. Sans cela, sa suppression pourrait être envisagée. (si vous venez d'apposer le bandeau, veuillez cliquer sur ce lien pour créer la discussion et en afficher les indications). (Marqué depuis janvier 2025)
- Il peut contenir un travail inédit ou des déclarations non vérifiées. Vous pouvez l’améliorer en ajoutant des références. (Marqué depuis janvier 2025)

- Archive Wikiwix
- Bing
- Cairn
- DuckDuckGo
- E. Universalis
- Gallica
- Google
- G. Books
- G. News
- G. Scholar
- Persée
- Qwant
- (zh) Baidu
- (ru) Yandex
- (wd) trouver des œuvres sur Wikidata

Vous pouvez aider à l'améliorer ou bien discuter des problèmes sur sa page de discussion.
- Il ne cite pas suffisamment ses sources. Vous pouvez indiquer les passages à sourcer avec {{référence nécessaire}} ou {{Référence souhaitée}}, et inclure les références utiles en les liant aux notes de bas de page. (Marqué depuis janvier 2025)
- Son texte doit être wikifié : il ne correspond pas à la mise en forme Wikipédia (style, typographie, liens internes, liens entre les wikis, etc.). (Marqué depuis mai 2024)

- Archive Wikiwix
- Bing
- Cairn
- DuckDuckGo
- E. Universalis
- Gallica
- Google
- G. Books
- G. News
- G. Scholar
- Persée
- Qwant
- (zh) Baidu
- (ru) Yandex
- (wd) trouver des œuvres sur Wikidata

La huitième saison de Face Off a été diffusée sur Syfy à partir du 13 janvier 2015, et a été, comme chaque saison, présentée par McKenzie Westmore (en). Durant cette saison, 15 candidats ont été sélectionnés.
Le thème de cette saison est «Le retour des champions».
Trois anciens vainqueurs guideront les trois équipes à la victoire.
Le vainqueur est Darla Edin.

## Jury
- Ve Neill
- Glenn Hetrick
- Neville Page

## Personnes récurrentes
- McKenzie Westmore (en) - Présentatrice
- Michael Westmore (en) - Parrain de l'émission (père de McKenzie Westmore (en))

## Anciens vainqueurs / Coach
- Saison 2 - Rayce Bird
- Saison 4 - Anthony Kosar
- Saison 5 - Laura Tyler

## Candidats de la saison

### Équipe de Laura
- Darla Edin, 28 ans, Saint Louis Park, Minnesota
- Emily Serpico, 18 ans, West Palm Beach, Floride
- Gregory Hewett, 36 ans, Supply, Caroline du Nord
- Julian Bonfiglio, 25 ans, Fremont, Californie
- Stephanie Masco, 21 ans, Plainfield, Illinois

### Équipe de Rayce
- Adam Milicevic, 30 ans, Merrillville, Indiana
- Anthony Reyes, 20 ans, Shohola Township, Pike County, Pennsylvanie
- Logan Long, 29 ans, Salt Lake City, Utah
- Regina Jiganti, 24 ans, Hinsdale, Illinois
- Rob Miller, 41 ans, Monroe, Michigan

### Équipe d'Anthony
- Alan Carnes, 32 ans, Weaverville, Californie
- Ben Peter, 32 ans, Centerville, Ohio
- Daniel Prado, 38 ans, São Paulo, Brésil
- Jamie Leodones, 30 ans, Alberta, Canada
- Kelly Harris, 24 ans, Columbus, Ohio

## Suivi des candidats
| Darla     | ‡       |         |         |         |         |         |         | GAGNANT |         |         | GAGNANT |         | VAINQUEUR |  |  |  |  |  |
| Emily     |         |         | GAGNANT |         |         | ‡       |         |         |         |         |         | GAGNANT | FINALISTE |  |  |  |  |  |
| Logan     | GAGNANT |         |         |         |         | GAGNANT |         |         | GAGNANT |         |         |         | FINALISTE |  |  |  |  |  |
| Julian    |         |         |         |         |         |         |         |         |         |         |         | ÉLIMINÉ |           |  |  |  |  |  |
| Adam      |         |         |         | ‡       |         |         |         |         |         | GAGNANT | ÉLIMINÉ |         |           |  |  |  |  |  |
| Ben       |         | GAGNANT |         |         |         |         | GAGNANT |         |         | ÉLIMINÉ |         |         |           |  |  |  |  |  |
| Stephanie |         |         |         | GAGNANT |         |         |         | ‡       | ÉLIMINÉ |         |         |         |           |  |  |  |  |  |
| Kelly     |         |         |         |         |         |         |         | ÉLIMINÉ |         |         |         |         |           |  |  |  |  |  |
| Jamie     |         |         |         |         | GAGNANT |         | ÉLIMINÉ |         |         |         |         |         |           |  |  |  |  |  |
| Rob       |         |         |         |         |         | ÉLIMINÉ |         |         |         |         |         |         |           |  |  |  |  |  |
| Anthony   |         |         |         |         | ÉLIMINÉ |         |         |         |         |         |         |         |           |  |  |  |  |  |
| Regina    |         |         |         | ÉLIMINÉ |         |         |         |         |         |         |         |         |           |  |  |  |  |  |
| Daniel    |         |         | ÉLIMINÉ |         |         |         |         |         |         |         |         |         |           |  |  |  |  |  |
| Alan      |         | ÉLIMINÉ |         |         |         |         |         |         |         |         |         |         |           |  |  |  |  |  |
| Gregory   | ÉLIMINÉ |         |         |         |         |         |         |         |         |         |         |         |           |  |  |  |  |  |

 Candidats de l'équipe de Rayce.
 Candidats de l'équipe d'Anthony.
 Candidats de l'équipe de Laura.
 Le candidat a remporté Face Off.
 Le candidat faisait partie des finalistes.
 Le candidat a remporté le Spotlight Challenge.
 Le candidat faisait partie de l'équipe ayant remporté le Spotlight Challenge.
 Le candidat était premier de son équipe lors du Spotlight Challenge.
 Le candidat faisait partie des moins bons lors du Spotlight Challenge.
 Le candidat a été éliminé.
 Le candidat a été disqualifié.
 Le candidat a réintégré la compétition.
‡ Le candidat a remporté le Foundation Challenge.

## Épisodes
| #  | Titre français            | Titre original          | Date de diffusion | Taux sur les 18-49 ans | Audience US (en millions) | Source |
| -- | ------------------------- | ----------------------- | ----------------- | ---------------------- | ------------------------- | ------ |
| 1  | Le retour des champions   | Return of the Champions | 13 janvier 2015   | 0.5                    | 1.199                     | [ 1 ]  |
| 2  | Le singe tyran            | Monkey Business         | 20 janvier 2015   | 0.4                    | 1.044                     | [ 2 ]  |
| 3  | Que les jeux commencent ! | Let The Games Begin     | 27 janvier 2015   | 0.4                    | 1.120                     | [ 3 ]  |
| 4  | Quinte Flush Royale       | Royal Flush             | 3 février 2015    | 0.3                    | 0.880                     | [ 4 ]  |
| 5  | Créatures sonores         | Sounding Off            | 10 février 2015   | 0.4                    | 0.994                     | [ 5 ]  |
| 6  | Trolls de ponts           | Troll Bridge            | 17 février 2015   | 0.4                    | 1.076                     | [ 6 ]  |
| 7  | Reines des insectes       | Queen Bees              | 24 février 2015   | 0.4                    | 1.009                     | [ 7 ]  |
| 8  | Habillés pour tuer        | Dressed To Kill         | 3 mars 2015       | 0.5                    | 1.153                     | [ 8 ]  |
| 9  | Miss intergalactique      | Miss Intergalactic      | 10 mars 2015      | 0.4                    | 1.187                     | [ 9 ]  |
| 10 | Super Selfies             | Super Selfies           | 17 mars 2015      | 0.4                    | 1.010                     | [ 10 ] |
| 11 | Amis imaginaires          | Imaginary Friends       | 24 mars 2015      | 0.4                    | 1.197                     | [ 11 ] |
| 12 | Terrifiantes poupées      | Deadly Dolls            | 31 mars 2015      | 0.4                    | 1.256                     | [ 12 ] |
| 13 | Cyborg et Streampunk      | Full Steam Ahead        | 7 avril 2015      | 0.3                    | 1.054                     | [ 13 ] |
| 14 | La finale                 | The Dream Team          | 14 avril 2015     | 0.4                    | 1.197                     | [ 14 ] |